# Dáni Nándor (atléta)
Gyarmatai és magyarcsékei Dáni Nándor (Budapest, 1871. május 30. – Budapest, 1949. december 31.) olimpiai ezüstérmes atléta, futó, többszörös magyar csúcstartó; evezős, kerékpár- és korcsolyaversenyző. Dáni Béla altábornagy és Dáni Balázs vezérezredes öccse.

## Sportpályafutása
Több sportágban versenyzett. A Sportkedvelők Köre, majd a Magyar Atlétikai Club (MAC) futója és kerékpárversenyzője, egyúttal a Neptun Evezős Egyesület evezőse és a Budapesti Korcsolyázó Egylet (BKE) gyorskorcsolyázója volt. Többszörös magyar rekorder és bajnok. 1894-ben futott száz yardos rekordját (10,3 mp) csak kilenc, 880 yardos rekordját (2:05,5) csak tizennégy év múlva tudták megdönteni. Eredményei alapján 1896-ban egyike lett az I., az athéni olimpián részt vett hét magyar sportolónak. A 100 méteres síkfutás előfutamaiban kiesett, de 800 méteres síkfutásban a győztes ausztrál Edwin Flack mögött – 2:11,00 idővel – megszerezte a magyar atlétika első olimpiai ezüstérmét.

## Visszavonulása után
Sportpályafutása befejezése után tagja lett a Magyar Atlétikai Szövetség elnökségének, és 
igazgatói, majd elnöki beosztásban egy szénsavgyárban dolgozott.